# Лозна (Бановићи)
Лозна је насељено мјесто у Босни и Херцеговини, у општини Бановићи, које административно припада Федерацији Босне и Херцеговине. Према попису становништва из 1991. у насељу је живио 1.171 становник.

## Историја
У Лозни се налази масовна гробница у којој су сахрањени Срби убијени 1995. године.

## Становништво
| Националност       | 1991.        | 1981.        | 1971.          | 1961.          |
| Срби               | 951 (81,70%) | 983 (80,44%) | 1.130 (94,08%) | 1.148 (97,87%) |
| Муслимани          | 198 (15,40%) | 150 (12,27%) | 66 (5,49%)     | 25 (2,13%)     |
| Хрвати             | 1 (0,08%)    |              | 1 (0,08%)      |                |
| Југословени        | 6 (0,56%)    | 83 (6,79%)   |                |                |
| остали и непознато | 15 (2,24%)   | 6 (0,49%)    | 4 (0,33%)      |                |
| Укупно             | 1.171        | 1.222        | 1.201          | 1.173          |